# غونتر ساوتسكي
غونتر ساوتسكي (بالألمانية: Günter Sawitzki)‏ مواليد 22 نوفمبر 1932 في ألمانيا، هو لاعب كرة قدم ألماني دولي سابق كان يلعب كحارس مرمى. سبق له أن لعب في كأس العالم لكرة القدم مع منتخب بلاده.

## مسيرته الكروية
لعب غونتر ساوتسكي خلال مسيرته الاحترافية مع ناديين في ثمانية عشر موسمًا ولم يسجل خلالها أي هدف ضمن 146 مباراة. حيث فاز في موسم واحد بالكأس ولم يفز بأي دوري.
خاض غونتر ساوتسكي مسيرته مع نادي سودينغن ‏ في موسم 1952–53 ليلعب معه خمسة مواسم، لم يشارك في أي مباراة ولم يسجل أي هدف. ثم انتقل إلى نادي شتوتغارت في موسم 1957–58 ليلعب معه ثلاثة عشر موسمًا، حيث شارك في 146 مباراة ولم يسجل أي هدف أيضًا.

## روابط خارجية
- غونتر ساوتسكي على موقع قاعدة بيانات كرة القدم.إي يو (الإنجليزية)
- غونتر ساوتسكي على موقع بيانات كرة القدم. دي إي (الألمانية)
- غونتر ساوتسكي على موقع ناشيونال فوتبول تيمز (الإنجليزية)
- غونتر ساوتسكي على موقع عالم كرة القدم.نت (الإنجليزية)